# Кедровая (приток Глубокого Полуя)
Кедровая — река в Приуральском районе Ямало-Ненецкого АО России.
Длина — 104 км, площадь водосборного бассейна — 1200 км². Исток находится с восточной стороны озера Вынглор, на высоте 97 м, устье — в 132 км по правому берегу реки Глубокий Полуй.
Притоки: Овтутлеймкоим (пр), Инксотаёган в 30 км (пр), Варсунгъёган в 33 км (лв), Холнёлъёган (пр), Сябуёган (пр), Пойтэксоим (лв), Ил-Пешсоим и Нум-Пешисоим (пр), Нахырсоим (лв).

## Данные водного реестра
По данным государственного водного реестра России относится к Нижнеобскому бассейновому округу, водохозяйственный участок реки — Обь от впадения реки Северная Сосьва до города Салехард, речной подбассейн реки — бассейны притоков Оби ниже впадения Северной Сосьвы. Речной бассейн реки — (Нижняя) Обь от впадения Иртыша.